# Brotherobryum undulatifolium
Brotherobryum undulatifolium är en bladmossart som beskrevs av Bennard Otto van Zanten 1964. Brotherobryum undulatifolium ingår i släktet Brotherobryum och familjen Dicranaceae. Inga underarter finns listade i Catalogue of Life.